# 대관군
대관군(大館郡)은 조선민주주의인민공화국 평안북도의 군이다.

## 지리
평안북도 중부의 산악 지대에 위치하고 군역의 83%를 삼림이 차지하고 있다. 서쪽의 천마군과의 경계에 우뚝 솟아있는 천마산 등에 둘러싸인 지세이며, 군내에서 발원한 대령강이 군역의 중앙부를 남쪽으로 흐르고 있다.
대관은 상대적으로 비가 많은 기후로 연평균 강수량은 1300mm이다. 연평균 기온은 7 °C이고 1월 평균기온은 -11.2 °C, 7월 평균기온은 22.5 °C이다.
북쪽으로 삭주군·창성군, 동쪽으로 동창군, 남쪽으로 태천군·구성군, 서쪽으로 천마군과 접한다.

## 역사
대관군은 광복 이후, 북한의 행정구역 재편에 의해서 신설된 군이다.
- 1952년 12월 - 종래의 삭주군 남동부에 위치한 남서면·외남면·량산면 및 수풍면의 일부가 분할되어 대관군이 신설되었다(1읍 29리).
- 1958년 6월 - 개혁리가 태천군에 편입되었다.
- 1989년 11월 - 수동리, 룡성리, 덕하리가 신상리에 합병되었다.

## 산업
현 면적의 83%가 산림이고 8.5%만이 경작지이다. 이들 대부분이 밭이고 주요 작물은 옥수수이다. 목재와 야생초, 과일을 생산하는 임업은 이 지역의 주요 산업이다. 대관군은 평안북도 최대의 목재 생산지이고 특히 광업과 건설업 장비에 많이 사용된다. 금과 흑연이 생산되며 대령강에서는 소량의 수력발전도 이루어진다.

## 교통
정주시와 삭주군 청수를 연결하는 철도인 평북선이 군내를 남북으로 가로지르고 있다.

## 행정 구역
1읍 1구 22리로 구성된다.
- 대관읍 (大館邑)
- 송평로동자구 (松坪勞動者區)
- 신광리 (新鑛里)
- 송남리 (松南里)
- 운창리 (雲昌里)
- 운림리 (雲林里)
- 수원리 (水遠里)
- 명상리 (明上里)
- 신온리 (新溫里)
- 오봉리 (五峯里)
- 원풍리 (院豊里)
- 료하리 (料下里)
- 량산리 (兩山里)
- 덕연리 (德淵里)
- 답풍리 (畓風里)
- 룡산리 (龍山里)
- 룡창리 (龍昌里)
- 남장리 (南長里)
- 대안리 (大安里)
- 로흥리 (老興里)
- 청계리 (淸溪里)
- 금창리 (金倉里)
- 평화리 (平和里)
- 신상리 (新上里)

## 같이 보기
- 조선민주주의인민공화국의 지리
- 조선민주주의인민공화국의 행정 구역